# Stylogyne lasseri
Stylogyne lasseri là một loài thực vật có hoa trong họ Anh thảo. Loài này được (Lundell) Pipoly miêu tả khoa học đầu tiên năm 1989.